# 강원극동방송
강원극동방송(江原極東放送, Gangwon Far East Broadcasting Company, 약칭 FEBC)은 개신교계 방송 중 하나로서, 대한민국 강원특별자치도 강원 지역의 민영 방송이다.

## 연혁

### 1999
- 1999. 01. 08 : 문화관광부로부터 허가 추천받음
- 1999. 04. 08 : 정부통신부에 무선국 개설 허가 신청
- 1999. 02. 01 : 오봉산 송신소 MBC 철탑 임대 협의 및 계약
- 1999. 06. 28 : 김수찬 1대 본부장 취임
- 1999. 08. 17 : 정보통신부로부터 방송국 허가 받음. 주파수 : 90.1Mhz, 호출부호 : HLDY, 출 력 : 3KW
- 1999. 07. 13 : STUDIO 및 사무실 공사
- 1999. 08. 26 : STUDIO 장비 설치 및 조정
- 1999. 10. 13 : 송신소 장비 설치 및 조정
- 1999. 12. 01 : 시험방송 개시. -10:00 시험방송 송출, -10:45 KBS 속초방송국의 요청으로 송출 중단
- 1999. 12. 04 : 혼신상태 확인 및 원인 분석
- 1999. 12. 13 : 중앙전파관리소 강릉분소 조사계 『CS가동팀』 현지출동 혼신 현황 조사

### 2019
- 2019. 4. 4 : 2019년 강원도 산불로 인해 본사건물(중앙로 465(장사동 500-1)이 불타버리면서 해당건물을 철거. 이로 인해 한동안 지역방송은 송출도 못하고 임시로 괘방산송신소에서 방송하다가 5월 10일에 조양교회로 임시 이전

### 2020
- 2020. 6. 8 : 기존자리에 새로지으면서 임시 사옥에서 이전
- 2023. 6. 11 : 강원특별자치도 속초시 중앙로 465

### 2024
- 2024. 11. 25 : 영동극동방송 → 강원극동방송 명칭
- 2024. 11. 25 :  백운산 중계소 개국

### 2025
- 2025. 미상 :  대룡산 개국 예정

## 방송 주파수
| 방송국       | 호출부호 | 송신소        | 주파수     | 출력 | 송신소 위치                                    | 개국일           |
| ------------ | -------- | ------------- | ---------- | ---- | ---------------------------------------------- | ---------------- |
| 강원극동방송 | HLDY-FM  | 괘방산 송신소 | FM 90.1㎒  | 3㎾  | 강원 강릉시 강동면 정동진리 산19 (MBC강원영동) | 2001년 8월 27일  |
| 강원극동방송 | HLDY-FM  | 속초 중계소   | FM 102.9㎒ | 70W  | 강원 속초시 설악동 산3-1 목우재                | 2003년 7월 14일  |
| 강원극동방송 | HLDY-FM  | 초록봉 중계소 | FM 100.9㎒ | 90W  | 강원 동해시 비천동 산243-2                     | 2009년 6월 19일  |
| 강원극동방송 | HLDY-FM  | 백운산 중계소 | FM 104.3㎒ | 300W | 강원 원주시 판부면 서곡리 산166                | 2024년 11월 25일 |
| 강원극동방송 | HLDY-FM  | 대룡산 중계소 | FM 92.9㎒  | 500W | 강원 춘천시 동내면 대룡산길 944 (고은리 산1-2) | 2025년 개국예정  |

## 같이 보기
- KBS강릉방송국
- KBS원주방송국
- MBC강원영동 강릉방송국
- MBC강원영동 삼척방송국
- 원주MBC
- G1방송
- 강원영동CBS
- 강원CBS
- TBN 강원교통방송
- 강릉국악방송
- BBS 춘천불교방송
- 국방FM